# Haley Chura
Pour les articles homonymes, voir Chura.
Haley Chura née le 23 juillet 1985 à Bozeman aux États-Unis est une triathlète professionnelle, multiple vainqueur sur triathlon Ironman 70.3.

## Biographie
Haley Chura a fait des études de comptabilité à l'Université de Géorgie où elle était nageuse universitaire, son diplôme en poche elle a travaillé dans un cabinet comptable à Atlanta où son patron l'a mise au défi de s'entraîner à courir avec lui, ce qui l'a emmené par la suite à son premier triathlon.
Haley Chura termine neuvième au championnat d'Ironman 70.3 à Chattanooga, (Tennessee - États-Unis) en 2017 et troisième du championnat du monde Challenge à Šamorín (Slovaquie) en 2021.

## Palmarès
Le tableau présente les résultats les plus significatifs (podium) obtenus sur le circuit international de triathlon depuis 2013,.
| Année | Compétition                         | Pays       | Position           | Temps           |
| ----- | ----------------------------------- | ---------- | ------------------ | --------------- |
| 2021  | Championnat du monde Challenge      | Slovaquie  | Médaille de bronze | 4 h 14 min 39 s |
| 2019  | Ironman 70.3 Bariloche              | Argentine  | Médaille d'or      | 4 h 34 min 32 s |
| 2018  | Ironman 70.3 Coeur d'Alene          | États-Unis | Médaille d'or      | 4 h 21 min 42 s |
| 2018  | Ironman 70.3 Indian Wells-La Quinta | États-Unis | Médaille d'argent  | 4 h 17 min 16 s |
| 2017  | Ironman 70.3 Coeur d'Alene          | États-Unis | Médaille d'or      | 4 h 27 min 16 s |
| 2017  | Ironman 70.3 Buenos Aires           | Argentine  | Médaille d'or      | 4 h 17 min 42 s |
| 2017  | Ironman Brésil                      | Brésil     | Médaille de bronze | 8 h 58 min 45 s |
| 2013  | Ironman 70.3 New Orleans            | États-Unis | Médaille d'or      | 4 h 18 min 20 s |